# Escarruixos
Escarruixos, o Els Escarruixos, és un paratge constituït per camps de conreu en actiu del terme municipal de Conca de Dalt, a l'antic terme de Toralla i Serradell, al Pallars Jussà, en territori del poble de Rivert.
Està situat al sud del poble de Rivert, a migdia de Tresdós, l'Argilosa i Sant Miquel, a llevant de la Teulera, a ponent de Molinera i al sud-oest de les Costes, a l'esquerra del barranc dels Escarruixos, al nord dels Obacs.